# Jungiella malickyi
Jungiella malickyi är en tvåvingeart som beskrevs av Wagner 1987. Jungiella malickyi ingår i släktet Jungiella och familjen fjärilsmyggor.
Artens utbredningsområde är Tunisien. Inga underarter finns listade i Catalogue of Life.